# Irski jezik
Irski ili irski gaelski jezik (ir. Gaeilge) jedan je od dva službena jezika u Republici Irskoj. Pripada keltskoj grani indoeuropskih jezika i najstariji je u toj grupi. Bio je dominantni i većinski jezik Iraca do 19. stoljeća, kada ga zamjenjuje engleski. Danas ga u Irskoj u svakodnevnom govoru upotrebljava svega oko 73 tisuće Iraca, koji velikim dijelom žive u Gaeltachtu, okruzima Irske gdje je irski jezik većinski jezik svakodnevice ili kućne uporabe. U Sjevernoj Irskoj zabilježeno je oko 43 tisuće ljudi koji ga govore na dnevnoj bazi.
Irski se isprva, od 4. stoljeća, zapisivao ogamskim pismom, koje je s vremenom zamijenila latinica. Raspoznaju se tri značajnija dijalekta: munsterski, chonnahtski i ulsterski irski, od kojih svaki ima vlastiti pravopis i bitne jezične razlike. Iz jezika irskih emigranata nastali su i drugi gaelski jezici, poput škotskog gaelskog jezika, manskog jezika, a na kratko razdoblje po početka 20. stoljeća i zasebnog irskog dijalekta na Newfoundlandu. 
Karakterističan je po tropadežnom sustavu – nominativ, vokativ i genitiv, dok se dativ pojavljuje samo u jednini ženskog roda i nekim imenicama muškog roda koje su povezane svakodnevnim temama (Na primjer; nom. teach "kuća" -> dat. tigh "kući").[nedostaje izvor]
Od 1922. g. bio je obvezan jezik u državnim školama. No polakom gašenju irskog jezika je išlo na ruku i odluka političkog vrha zemlje da, kao službeni jezik komunikacije u Europskoj uniji, Irska koristi engleski jezik. Od 1. siječnja 2007., irski je jedan od službenih jezika Europske unije.

## Vanjske poveznice
- Ethnologue (14.)
- Ethnologue (15.)